# Chak Jhumra
Chak Jhumra es una localidad de Pakistán, en la provincia de Punyab.

## Demografía
Según estimación 2010 contaba con 30.663 habitantes.